# Gennadi Bondaroek
Gennadi Michailovitsj Bondaroek (Russisch: Геннадий Михайлович Бондарук; Brest, 1 juli 1965) is een Russisch voetballer en voetbaltrainer. Hij begon zijn carrière in 1982 bij FK Volgodonsk en stopte in 2001 met voetballen en werd trainer en manager van een viertal clubs.